# Jan Kajetan Jabłonowski
Jan Kajetan Jabłonowski książę herbu Prus III (ur. 1699 w Bracławiu, zm. 5 marca 1764 w Ostrogu) – pułkownik wojsk koronnych, starosta brodnicki, bobrzecki i czehryński od 1722, wojewoda bracławski od 1754, feldmarszałek Cesarstwa. 

## Życiorys
Syn Jana Stanisława Jabłonowskiego. Żonaty z Teresą z Wielhorskich (ślub 1730, zm. 1749) oraz Anną z Sapiehów (ślub 1750), pasierbicą swego kuzyna Józefa Aleksandra Jabłonowskiego. 
Grand Hiszpanii, kawaler polskiego Orderu Orła Białego (17 stycznia 1756), hiszpańskiego Orderu Złotego Runa i bawarskiego Orderu św. Huberta. 5 sierpnia 1744 od cesarza Karola VII Wittelsbacha otrzymał tytuł książęcy, który w Polsce został uznany w 1773.

## Działalność polityczna
Jako poseł na sejm konwokacyjny 1733 roku z ziemi halickiej był członkiem konfederacji generalnej zawiązanej 27 kwietnia 1733 roku na tym sejmie.
W początkach działalności politycznej popierał Stanisława Leszczyńskiego, którego był elektorem w 1733 roku, jednak po sejmie pacyfikacyjnym pogodził się z królem Augustem III. Od lat 40. współpracował z dworem pruskim. Był posłem ziemi halickiej na sejm 1746 roku. Po otrzymaniu w r. 1754 województwa bracławskiego zbliżył się do dworu królewskiego, nadal jednak pozostawał zdecydowanym przeciwnikiem Familii Czartoryskich i Rosji, popierając zarazem zabiegi polityczne hetmana Jana Klemensa Branickiego.

## Twórczość literacka
Pozostawił po sobie kilka druków politycznych (Krótka ekspozycja do uwiadomienia naznaczonych senatorów do boku królewskiego, Warszawa 1758; Mowy miane ... na Radzie Senatu przed sejmem Convocationis, Warszawa 1763 oraz publikacje dewocyjne Księgi Ester, Juydyt, Zuzanny z Pisma Świętego wybrane…, Lwów 1747; Paralele dwóch Świętych Józefów Starego i Nowego Testamentu, 1749). Dorobek literacki Jana Kajetana jest zgodnie określany przez historiografów jako grafomański.

## Działalność fundacyjna
W r. 1737 zbudował nowy kościół parafialny w Mariampolu (ukończony około r. 1741). W r. 1744 „ugodził” architekta Francesco Capponiego do wzniesienia nowej kaplicy dla pomieszczenia rzeźby Chrystusa Ukrzyżowanego przy kościele bernardyńskim we Fradze.  W r. 1763 ufundował cerkiew parafialną w Żerebkach Szlacheckich (w powiecie skałackim). Ustępował pod tym względem aktywności swej małżonki.

## Ciekawostki
Jan Kajetan przewyższał zarozumiałością i pychą wszystkich pozostałych z rodziny, co zauważali już jego współcześni. Będąc krewnym Leszczyńskich, a poprzez nich spowinowacony z francuskim dworem królewskim, uważał się za równego monarchom, wydając manifesty na wzór udzielnych książąt, tytułował się stale księciem na Ostrogu. W XIX wieku przytoczono tekst dyplomu jaki miał wydać: Jan Kajetan, na ks. Ostrogskim i Berezdowickim z Prusów ks. Jabłonowski, hrabia na Siemiatyczach i Maryampolu, Jezupolu, Strzeliskach, Proskuniewie, Żabotynie, Wilii, Wysokiem, kawaler Złotego Runa, postanawiam, i mieć chcę, aby jak dwie pierwsze majętności tytuł księstwa, tak ośm ostatnich tytuł hrabstwa miały. Niemal powszechnie przypominany jest fakt, że w jednej ze swych rezydencji wojewoda bracławski miał wielki obraz (portret) przedstawiający jego osobę uchylającą czapkę przed wizerunkiem Matki Boskiej, z ust której wychodziło zdanie: Couvrez–vous mon cousin.